# Copa Sudamericana 2008
Die Copa Sudamericana 2008 war die 7. Ausspielung des zweitwichtigsten südamerikanischen Fußballwettbewerbs für Vereinsmannschaften, der aufgrund des Sponsorings des Automobilherstellers Nissan auch unter der Bezeichnung „Copa Nissan Sudamericana“ firmierte. In dieser siebten Saison nahmen wieder insgesamt 34 Mannschaften teil. Darunter 31 Teams, einschließlich Titelverteidiger Arsenal de Sarandí, aus den 10 Mitgliedsverbänden der CONMEBOL und 3 Teams aus dem Bereich der CONCACAF. Dies waren Deportivo Guadalajara und San Luis FC aus Mexiko sowie CD Motagua aus Honduras. Der Wettbewerb wurde wie gehabt in der zweiten Jahreshälfte ausgespielt. Er begann am 29. Juli 2008 mit den Hinspielen der 1. Runde und endete am 3. Dezember 2008 mit dem Finalrückspiel in Porto Alegre.

## Modus
Im Vergleich zum Vorjahr gab es Änderungen am Austragungsmodus. Die regionalen Ausscheidungsrunden wurden nicht mehr ausgetragen. Dafür wurde der Wettbewerb von der 1. Runde bis zum Finale im reinen K.-o.-System mit Hin- und Rückspiel gespielt. Bei Punkt- und Torgleichheit galt die Auswärtstorregel. War auch die Zahl der auswärts erzielten Tore gleich, folgte im Anschluss an das Rückspiel unmittelbar ein Elfmeterschießen. Im Finale galt erstmals die Auswärtstorregel nicht. War dort nach Hin- und Rückspiel die Tordifferenz gleich, gab es eine Verlängerung und erst danach ggf. ein Elfmeterschießen.

## 1. Runde
Teilnehmer waren je eine Mannschaft aus acht Ländern Südamerikas (außer Argentinien und Brasilien). Die Klubs aus dem Bereich der CONCACAF waren ebenfalls für die 2. Runde gesetzt.
Die Hinspiele fanden vom 29. Juli bis 12. August, die Rückspiele vom 5. bis 21. August 2008 statt.
|                           | Gesamt |                         | Hinspiel | Rückspiel |
| ------------------------- | ------ | ----------------------- | -------- | --------- |
| River Plate Montevideo    | 2:4    | CD Universidad Católica | 2:0      | 0:4       |
| Universitario de Deportes | 1:2    | Deportivo Quito         | 0:0      | 1:2       |
| UA Maracaibo              | 2:4    | América de Cali         | 0:0      | 2:4       |
| Club Olimpia              | 4:3    | Club Blooming           | 4:2      | 0:1       |

## 2. Runde
Teilnehmer waren die vier Sieger der 1. Runde und weitere 24 Mannschaften. In dieser Runde spielten die Mannschaften aus Argentinien und Brasilien, bis auf eine Ausnahme, jeweils gegeneinander.
Freilose:  Boca Juniors,  River Plate
Die Hinspiele fanden vom 5. August bis 4. September, die Rückspiele vom 20. August bis 17. September 2008 statt.
|                            | Gesamt          |                           | Hinspiel | Rückspiel |
| -------------------------- | --------------- | ------------------------- | -------- | --------- |
| CA Independiente           | 3:3 (3:5 i. E.) | Estudiantes de La Plata   | 2:1      | 1:2       |
| Argentinos Juniors         | 2:0             | CA San Lorenzo de Almagro | 0:0      | 2:0       |
| Athletico Paranaense       | 0:0 (4:3 i. E.) | FC São Paulo              | 0:0      | 0:0       |
| Internacional Porto Alegre | (a)3:3(a)       | Grêmio Porto Alegre       | 1:1      | 2:2       |
| CR Vasco da Gama           | 3:4             | Palmeiras São Paulo       | 3:1      | 0:3       |
| Botafogo FR                | 8:3             | Atlético Mineiro          | 3:1      | 5:2       |
| América de Cali            | 2:1             | Deportivo Cali            | 2:0      | 0:1       |
| LDU Quito                  | 5:4             | Club Bolívar              | 4:2      | 1:2       |
| Defensor Sporting          | 5:4             | Club Libertad             | 2:1      | 3:3       |
| Arsenal de Sarandí         | 6:1             | CD Motagua                | 4:0      | 2:1       |
| San Luis FC                | 5:4             | Deportivo Quito           | 3:1      | 2:3       |
| Aragua FC                  | 2:3             | Deportivo Guadalajara     | 1:2      | 1:1       |
| CD Universidad Católica    | 6:2             | Club Olimpia              | 4:0      | [1]2:2    |
| Deportivo Ñublense         | 1:4             | Club Sport Áncash         | 1:0      | 0:4       |

1. ↑  Das Spiel wurde in der 87. Minute abgebrochen.

## Achtelfinale
Teilnehmer waren die vierzehn Sieger der 2. Runde und die beiden argentinischen Klubs Boca Juniors und River Plate.
Die Hinspiele fanden am 23., 24. und 25. September, die Rückspiele am 30. September sowie am 1. und 2. Oktober 2008 statt.
|                         | Gesamt    |                            | Hinspiel | Rückspiel |
| ----------------------- | --------- | -------------------------- | -------- | --------- |
| Boca Juniors            | 5:1       | LDU Quito                  | 4:0      | 1:1       |
| Estudiantes de La Plata | 2:1       | Arsenal de Sarandí         | 2:1      | 0:0       |
| Deportivo Guadalajara   | 6:5       | Athletico Paranaense       | 2:2      | 4:3       |
| Club Sport Áncash       | 0:1       | Palmeiras São Paulo        | 0:0      | 0:1       |
| San Luis FC             | 2:3       | Argentinos Juniors         | 2:1      | 0:2       |
| América de Cali         | 2:3       | Botafogo FR                | 1:0      | 1:3       |
| CD Universidad Católica | (a)1:1(a) | Internacional Porto Alegre | 1:1      | 0:0       |
| Defensor Sporting       | 2:4       | River Plate                | 1:2      | 1:2       |

## Viertelfinale
Die Hinspiele fanden am 21. und 22. Oktober, die Rückspiele am 5. und 6. November 2008 statt.
|                            | Gesamt |                       | Hinspiel | Rückspiel |
| -------------------------- | ------ | --------------------- | -------- | --------- |
| Estudiantes de La Plata    | 4:2    | Botafogo FR           | 2:0      | 2:2       |
| Palmeiras São Paulo        | 0:3    | Argentinos Juniors    | 0:1      | 0:2       |
| River Plate                | 3:4    | Deportivo Guadalajara | 1:2      | 2:2       |
| Internacional Porto Alegre | 4:1    | Boca Juniors          | 2:0      | 2:1       |

## Halbfinale
Die Hinspiele fanden am 12. und 13., die Rückspiele am 19. und 20. November 2008 statt.
|                       | Gesamt |                            | Hinspiel | Rückspiel |
| --------------------- | ------ | -------------------------- | -------- | --------- |
| Deportivo Guadalajara | 0:6    | Internacional Porto Alegre | 0:2      | 0:4       |
| Argentinos Juniors    | 1:2    | Estudiantes de La Plata    | 1:1      | 0:1       |

## Finale

### Hinspiel
| Estudiantes de La Plata                                    | Estudiantes de La Plata | Internacional Porto Alegre | Internacional Porto Alegre |
| ---------------------------------------------------------- | --- | --- | -------------------------- |
| Estudiantes de La Plata                                    | \| 26. November 2008 in La Plata (Estadio Ciudad de La Plata) \| \| Ergebnis: 0:1 (0:1) \| \| Schiedsrichter: Carlos Amarilla ( Paraguay) \| | \| 26. November 2008 in La Plata (Estadio Ciudad de La Plata) \| \| Ergebnis: 0:1 (0:1) \| \| Schiedsrichter: Carlos Amarilla ( Paraguay) \|                                                | Internacional Porto Alegre |
| Estudiantes de La Plata                                    | Mariano Andújar – Marcos Angeleri, Agustín Alayes (69. José Luis Calderón), Leandro Desábato, Juan Manuel Díaz – Diego Galván (62. Iván Moreno y Fabianesi), Matías Sánchez, Juan Sebastián Verón , Leandro Benítez – Juan Manuel Salgueiro (59. Gastón Fernández), Mauro Boselli Cheftrainer: Leonardo Estrada | Lauro – Álvaro, Índio, Bolívar, Marcão – Magrão, Edinho , Pablo Guiñazú, Andrés D’Alessandro (89. Sandro Raniere) – Nilmar (90.+2. Danny Morais), Alex (70. Gustavo Nery) Cheftrainer: Tite | Internacional Porto Alegre |
| Estudiantes de La Plata                                    | 0:1 Alex (34., Elfm.) | | Internacional Porto Alegre |
| Estudiantes de La Plata                                    | Juan Manuel Salgueiro (13.), Leandro Desábato (33.), Marcos Angeleri (44.) | Índio (23.), Magrão (45.), Lauro (67.), Nilmar (90.) | Internacional Porto Alegre |
| Estudiantes de La Plata                                    | Pablo Guiñazú (24.) | | Internacional Porto Alegre |
| 26. November 2008 in La Plata (Estadio Ciudad de La Plata) | | |                            |
| Ergebnis: 0:1 (0:1)                                        | | |                            |
| Schiedsrichter: Carlos Amarilla ( Paraguay)                | | |                            |

### Rückspiel
| Internacional Porto Alegre                           | Internacional Porto Alegre | Estudiantes de La Plata | Estudiantes de La Plata |
| ---------------------------------------------------- | --- | --- | ----------------------- |
| Internacional Porto Alegre                           | \| 3. Dezember 2008 in Porto Alegre (Estádio Beira-Rio) \| \| Ergebnis: 1:1 n. V. (0:1, 0:0) \| \| Zuschauer: 51.803 \| \| Schiedsrichter: Jorge Larrionda ( Uruguay) \|                | \| 3. Dezember 2008 in Porto Alegre (Estádio Beira-Rio) \| \| Ergebnis: 1:1 n. V. (0:1, 0:0) \| \| Zuschauer: 51.803 \| \| Schiedsrichter: Jorge Larrionda ( Uruguay) \| | Estudiantes de La Plata |
| Internacional Porto Alegre                           | Lauro – Bolívar, Danny Morais, Álvaro, Marcão – Magrão (107. Sandro Raniere), Edinho , Andrezinho (62. Gustavo Nery), Andrés D’Alessandro – Nilmar, Alex (79. Taison) Cheftrainer: Tite | Mariano Andújar – Leandro Desábato, Agustín Alayes, Cristian Cellay – Marcos Angeleri, Juan Sebastián Verón (97. Iván Moreno y Fabianesi), Rodrigo Braña, Raúl Iberbia (63. Enzo Pérez), Leandro Benítez – Gastón Fernández (70. José Luis Calderón), Mauro Boselli Cheftrainer: Leonardo Estrada | Estudiantes de La Plata |
| Internacional Porto Alegre                           | 1:1 Nilmar (115.) | 0:1 Agustín Alayes (66.) | Estudiantes de La Plata |
| Internacional Porto Alegre                           | Magrão (22.), Bolívar (65.), Gustavo Nery (95.), Lauro (119.) | Agustín Alayes (14.), Leandro Benítez (53.) | Estudiantes de La Plata |
| Internacional Porto Alegre                           | Rodrigo Braña (118.) | | Estudiantes de La Plata |
| Internacional Porto Alegre                           | Agenor (92., Reservetorhüter) | Mauro Boselli (122.) | Estudiantes de La Plata |
| 3. Dezember 2008 in Porto Alegre (Estádio Beira-Rio) | | |                         |
| Ergebnis: 1:1 n. V. (0:1, 0:0)                       | | |                         |
| Zuschauer: 51.803                                    | | |                         |
| Schiedsrichter: Jorge Larrionda ( Uruguay)           | | |                         |

## Beste Torschützen
| Rang | Spieler              | Klub                       | Tore |
| ---- | -------------------- | -------------------------- | ---- |
| 1    | Alex                 | Internacional Porto Alegre | 5    |
|      | Nilmar               | Internacional Porto Alegre | 5    |
| 3    | Carlos Alberto Gomes | Botafogo FR                | 4    |
|      | Mauro Boselli        | Estudiantes de La Plata    | 4    |
|      | Nicolás Pavlovich    | Argentinos Juniors         | 4    |
|      | Marco Lazaga         | Club Olimpia               | 4    |